# Хигашихирошима
Хигашихирошима (јап. 東広島市) град је у Јапану у префектури Хирошима. Према попису становништва из 2005. у граду је живело 184.430 становника.

## Становништво
Према подацима са пописа, у граду је 2005. године живело 184.430 становника.
| 1995.   | 2000.   | 2005.   |
| ------- | ------- | ------- |
| 165.153 | 175.346 | 184.430 |